# ふぇのたす
ふぇのたす（Phenotas）は、日本の音楽グループである。

## 概要
2012年夏に結成された3人組の音楽グループ。
ヤマモトショウはふぇのたすの楽曲、グループとして「お客さんと楽しむことが第一」という姿勢を掲げている。
同グループは『すし2013』という会場限定デモ盤CDを出すほどメンバーが寿司好きであり、それに収録されている楽曲「すしですし」は2ndミニアルバム「胸キュン’14」に収録されMVも公開されている。
2015年9月に解散。2022年に結成10周年を記念して、1日限定で復活する。

## 特徴
ジャンルはエレクトロ・ポップ。80sニューウェーブサウンドの影響を受けており、そこにポップスのメロディーとボーカルみこの可愛い歌声で日本語で歌うことにこだわりを持っている。
アイドルでも、ROCKでもない、「ふぇのたす」という新たなジャンルを切り開いていくハイパー・ウルトラ・デラックス・スーパー・デンジャラス・グループ。

## 歴史
- 2012年、ユニバーサルミュージックの新人開発セクションGREAT HUNTINGでチーフ・プロデューサーを務める加茂啓太郎の紹介で知り合い[6]、東京都で結成される[7]。
- 2012年12月18日、下北沢GARDENにおいて、ハナエ、でんぱ組.inc、HAPPY BIRTHDAY、タルトタタンが出演した「第40回 GREAT HUNTING NIGHT」にオープニング・アクトとして出演する[8]。
- 2013年4月13日、ヤマモトショウ楽曲提供によるアイドルシンガーソングライターみきちゅ、ふぇのたす・みこによる期間限定アイドルユニットM.I.Yが最初で最後のイベントをムトウ楽器店で開催した。当日は限定CD「好きかな好きかも/さよならまでが恋愛です」を販売[9]。
- 2013年5月、ちひろ（ベース、ボーカル）が脱退し、みこ（ボーカル）、澤"sweets"ミキヒコ（デジタル・パーカッション）、ヤマモトショウ（ギター、シンセサイザー）の3人編成となる[10]。
- 2013年7月、相対性理論を発掘したオーディション・イベントのGREAT HUNTINGと、パスピエを発掘したレコード会社のCOCONOE RECORDSを通じて、世に送り出される[11]。
- 2013年7月30日、デビュー・ミニ・アルバム「2013ねん、なつ」をリリースし[12]、『ローリング・ストーン』（ローリングストーンジャパン）日本版のレビュー記事として取り上げられる[13]。
- 2014年1月、アパレルウェアブランド「空間界」とのコラボレーションアイテム「東京おしゃれタウンパーカー」の先行受注が2013年12月24日TSUTAYA O-nestで行われた初のワンマンライブにて実施され1月下旬から販売された。イラストはボーカル・みこの描き下ろしであり、その後ナタリーストアやAmazonなどで販売された[14]。
- 2014年5月14日、吉田仁の共同プロデュースによるミニ・アルバム「胸キュン'14」をリリース[15]。
- 2014年6月13日、渋谷WWWで行われた2回目のワンマンライブにて、前売り段階で初のワンマンライブチケットソールドアウトを達成。
- 2014年7月5日～25日、加藤綾佳監督による主演:森川葵の『おんなのこきらい』に出演。主題歌、劇中歌を担当し映画には彼らの楽曲が大きくフィーチャーされた[16]。
- 2014年8月13日、ふぇのたすとして初めてゲーム『太鼓の達人』に収録され、その音源は『太鼓の達人』のオリジナル・サウンドトラックとして8月13日発売された[17][18]。
- 2014年9月26日、初の試みとなる終演後に観客の満足度によって入場料を支払う“投げ銭”方式のライブを開催。この日のオープニングアクトには、みこ（ボーカル/ふぇのたす）、奥脇達也（ギター/アカシック）、森夏彦（ベース/Shiggy Jr.）、澤"sweets"ミキヒコ（ドラムス/ふぇのたす）をメンバーに迎えたこの日限定の「みこちゃんお誕生日企画バンド」が登場。なおこのバンドの作詞はみこ、そして作曲は奥脇達也が手がけた[19]。
- 2014年11月13日、ふぇのたすのサポートメンバーとして高木祥太（ベース）、rionos（シンセサイザー、コーラス）の参加が公式Twitter上で発表される。
- 2014年12月11日、ふぇのたすはこの日行われた渋谷CLUB QUATTROでのワンマンライブにてユニバーサルミュージック・ジャパン内のレーベル・ZEN MUSICから2015年3月にメジャーデビューすることを発表した[20]。
- 2015年2月25日、ふぇのたすと寺嶋由芙との不定期ユニット“ゆふぃたす”として数量限定シングル「君が笑えば恋なのです」をヴィレッジヴァンガード下北沢店より限定リリース[21]。
- 2015年3月11日、メジャーデビューミニアルバム「PS2015」をZEN MUSICよりリリース。
- 2015年3月27日、ファストファッションブランド「GU」のスペシャルウェブムービー「いい感じ231」のために楽曲「どれにしようかな」を提供しコラボレーションした。モデルの秋元梢や、小説家・俳優の木下半太、お笑い芸人のジャルジャル、プロサーファーの湯川正人らと共にムービーにも出演した[22]。
- 2015年4月17日、1stシングル「どれにしようかな」を2015年6月3日にリリースすることを発表。後日「いい感じ」というフレーズが印象的な楽曲となっているのに対し、タイトルにそれが入っていないことに違和感を持ったヤマモトショウ本人が曲名、CDタイトルの変更を所属レコード会社のレーベルヘッドに直談判し曲名、CDタイトル共に「いい感じ！～どれにしようかな～」に変更された[23]。
- 2015年5月11日、2015年5月8日に発表された澤"sweets"ミキヒコ（デジタル・パーカッション、V-ドラムス）の訃報を受け[24]、2015年6月3日に発売を予定していた1stシングル「いい感じ！～どれにしようかな～」の発売中止を発表した。本人たちは訃報の件と曲のテーマを考えての結論と話している[25]。
- 2015年8月6日、「GREAT HUNTING NIGHT VOL.74」に2人体制として活動再開したが、再始動ライブで9月を以ての解散を発表[26]。澤を知ってもらうためにバンド継続の判断をしたが、準備を重ねるごとに3人でふぇのたすだったことを痛感したためとアナウンスされた。
- 2015年8月24日、発売中止となっていた1stシングル「いい感じ！～どれにしようかな～」をユニバーサルミュージックストアにて予約限定でリリースすることを発表した[27]。
- 2015年9月19日、新代田FEVERにてラストライブ「ふぇのたす解散ライブ～2015ねん、なつ」と「ふぇのたす解散飲み会～2015ねん、なつ」をもって解散。
- 2022年9月7日、アルバム「ピース2022」をリリース。2022年10月2日、結成10周年を記念して「ふぇのたすカムバックスペシャルライブ『2022ねん、あき』」にて1日限定で復活する[28]。

## メンバー

### 解散時のメンバー
みこ
ボーカルを担当。「みこちゃん画伯」としてイラストも担当。
1992年9月3日生まれ。兵庫県出身。
「やくもみこ」（八雲ミコ）名義でシンガーソングライターとして活動。
2016年4月1日、ソロプロジェクト「SHE IS SUMMER」としての活動開始を発表。その際、表記をアルファベットの「MICO」に変更している。
ヤマモトショウ
ギター、シンセサイザーを担当。グループリーダー。
「山本奨」の名で全作詞作曲を手がける。
静岡県出身。東京大学文学部思想文化学科哲学専修課程卒業。
解散後はユニット「うそつき・トマト」のプロデューサーのとまGとしてや、自身のソロプロジェクト名義「SOROR」（そろる）などで活動。また、フィロソフィーのダンスへの作詞などを始めとし、寺嶋由芙、MINT mate box、simpatixの他、多くのアーティストに楽曲提供やプロデュースを行っている。

### 元メンバー
ちひろ
ベース、コーラスを担当。
澤"sweets"ミキヒコ
デジタルパーカッション、V-ドラムスを担当。
遠征時は運転も担当。
尚美ミュージックカレッジ専門学校 プロミュージシャン学科卒業。
2015年5月3日に急性心不全の為死去。

### サポートメンバー
高木祥太
ベースを担当。
rionos
シンセサイザー、コーラスを担当。
普段はシンガーソングライターとして活動。

## ディスコグラフィ

### 限定シングル
- 『いい感じ！～どれにしようかな～』(2015年9月19日、ZEN MUSIC：PDCJ-5040)

1. いい感じ！～どれにしようかな～
2. ウルトラデラックススーパーストーリー
3. テレポーテーションルール

### ミニ・アルバム
- 『2013ねん、なつ』(2013年7月30日、COCONOE RECORDS：GH-1003)

1. スピーカーボーイ
2. ヘッドホンガール
3. 東京おしゃれタウン
4. たす+たす
5. かわいいだけじゃダメみたい
6. タイムトラブル

- 『胸キュン’14』(2014年5月14日、apriori records：POCS-1140)

1. すしですし
2. たびたびアバンチュール
3. 有名少女
4. おばけになっても
5. もどかしぃテレパシィ
6. チーズケーキ コンプリーション
7. ありがたす

- 『PS2015』(2015年3月11日、ZEN MUSIC：UMCK-1507)

1. 今夜がおわらない
2. ふふふ
3. 女の子入門
4. ファッション戦争
5. サラダになあれ
6. 夜更かしメトロ

- 『ピース2022』（2022年9月7日、COCONOE RECORDS：CNQ-9）

1. ピース
2. すてきな人に出会ったとき
3. なるはや
4. ラブラブってこと
5. おねがい
6. いたずらマドレーヌ

### コラボCD
- 『君が笑えば恋なのです』(2015年2月25日、ZEN MUSIC：PROJ-5016)

1. ぜんぜん（ふぇのたすver.)
2. ヘッドホンガール（寺嶋由芙ver.）
3. さよならまでが恋愛です（ゆふぃたすver.）

※ゆふぃたす名義（ふぇのたす＆寺嶋由芙）、ヴィレッジヴァンガード下北沢店数量限定販売

### 参加作品
- 太鼓の達人オリジナルサウンドトラック「ガールズポップマニア」(2014年8月13日、クラリスディスク：CDTT-10002)
  - 「電子ドラムの達人」収録

## 映像作品

### ミュージックビデオ
| 公開日         | 曲名                                           |
| 2013年7月27日  | 「スピーカーボーイ」                           |
| 2014年5月2日   | 「すしですし」                                 |
| 2015年1月10日  | 「ふふふ」                                     |
| 2015年2月20日  | 「今夜がおわらない(short ver.)」               |
| 2015年3月11日  | 「今夜がおわらない」                           |
| 2015年9月15日  | 「いい感じ！〜どれにしようかな〜(short ver.)」 |
| 2015年10月23日 | 「いい感じ！〜どれにしようかな〜(full ver.)」  |

### ライブ映像
| 公開日        | タイトル                                 |
| 2014年8月6日  | 「東京おしゃれタウン(live at 渋谷WWW)」  |
| 2015年4月27日 | 「ありがたす(live at 渋谷CLUB QUATTRO)」 |

### その他音楽映像作品
| 公開日         | タイトル                           |
| 2013年11月27日 | 「かわいいだけじゃダメみたい」     |
| 2013年11月28日 | 「おばけになっても【踊ってみた】」 |

### オリジナル4コマ映像作品
| 公開日         | タイトル          |
| 2014年11月12日 | 「ぺのたす〜1〜」 |
| 2014年11月24日 | 「ぺのたす〜2〜」 |
| 2014年12月2日  | 「ぺのたす〜3〜」 |

## 主な出演番組
- あなたとわたしをたす＋たす（2013年1月22日 - ニコニコ生放送）
  - 過去出演ゲスト
    - 2014年1月23日 水曜日のカンパネラ(コムアイ)
    - 2014年2月7日 寺嶋由芙
    - 2014年3月2日 モルヒネ東京(ナカヤマユキコ)
    - 2014年4月15日 ハジメタル
    - 2014年6月3日 saku
    - 2014年7月8日 Shiggy Jr.
    - 2014年8月6日 ぽわん(ヨシヤマモエ、戸田らら美)
- 伝説トーク（2014年2月21日 - YouTube）
  - 伝説トーク シーズン1
    - 第一回「伝説のは・な・し」(2014/2/21)
    - 第二回「伝説のMC」(2014/3/1)
    - 第三回「もしものはなし」(2014/3/7)
    - 第四回「対バンの思い出」(2014/3/15)
    - 第五回「まんがのはなし」(2014/3/23)
    - 第六回「対バンのはなし②～伝説ユニットMIYの思い出～」(2014/3/30)
    - 第七回「浮気のは・な・し♡」(2014/4/6)
    - 第八回「病気のはなし」(2014/4/19)
    - 第九回「アイドルのは・な・し」(2014/4/26)
    - 第十回「歌詞のは・な・し」(2014/5/3)
    - 第十一回「胸キュン'14のは・な・し」(2014/5/12)
    - 第十二回「叙々苑食べてウフフフフ」(2014/6/22)
    - 第十三回「なつに向かって...!」(2014/6/28)

  - 伝説トーク シーズン2
    - Vol.1「なんかよくわからない話」(2014/8/18)
    - Vol.2「いろんなはなし」(2014/9/9)
    - Vol.3「ゆめ や やぼうの話」(2014/9/24)

  - 伝説トーク 2015
    - Vol.1「メジャーデビューに向けてカウントダウン！トーク①」(2015/2/16)
    - Vol.2「メジャーデビューに向けてカウントダウン！トーク②」(2015/2/24)
    - Vol.3「メジャーデビューに向けてカウントダウン！トーク③」(2015/3/2)

  - 超！伝説トーク
    - 「超！伝説トーク」第1回(2014/10/21)
- 「イチサン! -Three times a day-」（MUSIC ON! TV）
  - テレビ出演（2015年3月9日 - 2015年3月13日）
- ありがとッ!（テレビ神奈川）
  - 水曜日音楽コーナー「オトモノ！」にゲスト出演（2015年4月8日）
- saku saku（テレビ神奈川）
  - ゲスト出演（2015年5月4日 - 2015年5月8日）

## 主なライブ活動

### 自主企画
| 年   | 日程         | タイトル                                                    | 場所                           | 備考 |
| ---- | ------------ | ----------------------------------------------------------- | ------------------------------ | --- |
| 2013 | 8月31日      | ふぇのたすと『2013ねん、なつ』納涼飲み会                    | 渋谷ソラハウス                 | ファンとの飲み会イベント 及び ミニライブ                                                                                                |
| 2013 | 9月11日      | ふぇのたすのきかく～2013ねん、なつ～                        | 新代田FEVER                    | 初の企画ライブ、 共演：藤岡みなみ&ザ・モローンズ、椎名琴音、THEピンクトカレフ                                                           |
| 2013 | 12月24日     | じゃじゃーん!ふぇのたすとどきどき♡クリスマスイブ            | 渋谷TSUTAYA O-nest             | 初のワンマンライブ、DJ：PandaBoY |
| 2014 | 2月14日      | ゆふぃたすお楽しみ会＠バレンタインデー                      | 学芸大学メイプルハウス         | 寺嶋由芙×ふぇのたすのツーマン企画ライブ                                                                                                 |
| 2014 | 5月10日      | 胸キュン前夜祭                                              | 阿佐ヶ谷ロフトA                | 2ndミニ・アルバム『胸キュン'14』発売直前トーク・ライブ&全曲試聴会                                                                       |
| 2014 | 6月13日      | 「2014ねん、なつ」 ～今年一番早い夏イベント～               | 渋谷WWW                        | ワンマンライブ |
| 2014 | 8月22日      | ふぇのたす納涼飲み会'14                                     | 下北沢Cafe KICK                | ファンとの飲み会イベント 及び ミニライブ                                                                                                |
| 2014 | 9月26日      | NAGESEN                                                     | 下北沢GARDEN                   | 入場無料、料金が投げ銭形式の企画ライブ、 共演：みこちゃんお誕生日企画バンド、大森靖子&THEピンクトカレフ、Vampillia、 BELLRING少女ハート |
| 2014 | 11月7日      | とてもいい並び                                              | club asia                      | 共演：アーバンギャルド、ゆるめるモ! |
| 2014 | 12月7日      | 2014ねん、ふゆ～大阪～                                      | 大阪LIVE SQUARE 2nd LINE       | ワンマンライブ |
| 2014 | 12月11日     | 2014ねん、ふゆ～東京～                                      | 渋谷CLUB QUATTRO               | ワンマンライブ |
| 2014 | 12月31日     | ふぇのたす大晦日大忘年会、 でも曲は忘れないように全曲ライブ | 南青山Lunar                    | 全曲ライブ |
| 2015 | 1月11日      | 宗右衛門町音楽祭〜冬〜 ふぇのたす新年飲み会2015             | 大阪ロフトプラスワン・ウエスト | ファンとの飲み会イベント 及び ミニライブ                                                                                                |
| 2015 | 4月1日       | メジャーデビューミニアルバム『PS2015』 リリースパーティ大阪 | 大阪Pangea                     | 『PS2015』リリースパーティ |
| 2015 | 4月3日       | メジャーデビューミニアルバム『PS2015』 リリースパーティ東京 | Super Deluxe                   | 『PS2015』リリースパーティ |
| 2015 | 7月5日(中止) | ふぇのたすワンマンライブ 〜2015ねん、いい感じのなつ～       | 新宿ReNY                       | ワンマンライブ (※7/5(日)開催予定だったが中止となり、 代わりにふぇのたす 澤″sweets″ミキヒコ お別れ会が開催された)                        |
| 2015 | 9月19日      | ふぇのたす解散ライブ～2015ねん、なつ                        | 新代田FEVER                    | 解散ライブ(昼・夜) |
| 2015 | 9月19日      | ふぇのたす解散飲み会～2015ねん、なつ                        | 新代田FEVER                    | 解散飲み会イベント(1時間飲み放題) |
| 2016 | 6月3日       | ふぇのたす解散ライブ映像上映飲み会                          | 阿佐ヶ谷ロフトA                | 解散ライブ映像上映飲み会イベント |
| 2022 | 10月2日      | ふぇのたすカムバックスペシャルライブ「2022ねん、あき」      | 渋谷WWW                        | 1日限りの復活ライブ |

### その他
2013年
- 10月13日 - MINAMI WHEEL 2013@心斎橋soma

2014年
- 7月21日 - HAPPY RAINY J-WAVE LIVE@渋谷WWW

2015年
- 3月22日 - FX2015@Zepp Fukuoka